# Monografies Acadèmiques Catalanes en Obert
Monografies Acadèmiques Catalanes en Obert (MACO) és una plataforma digital dedicada a la difusió i visibilitat de la recerca publicada a Catalunya en format de monografies acadèmiques. Aquest projecte està gestionat pel Consorci de Serveis Universitaris de Catalunya, i té com a objectiu principal facilitar l'accés obert a les publicacions científiques i acadèmiques. MACO es va llançar oficialment el 2024. Des de llavors, la plataforma ha anat creixent i incorporant monografies de diverses disciplines, amb un èmfasi especial en les ciències humanes i socials, així com en publicacions en llengües diferents de l'anglès.

## Funcionament
La plataforma funciona fent servir el programa de codi lliure DSpace i seguint el protocol d'interoperabilitat de l'Open Archives Initiative (OAI). A més, MACO manté vincles amb repositoris internacionals que presenten els mateixos serveis, com ara OpenAire.
Aquesta interoperabilitat ha estat clau per a l'èxit de la plataforma, ja que facilita el descobriment i la reutilització de les publicacions per part de la comunitat científica global. De fet, un cop publicades a MACO, les monografies esdevenen d'accés obert i gratuït.